# Trzeszczyn
Trzeszczyn (en allemand Trestin) est un village de la Voïvodie de Poméranie occidentale, Powiat de Police, Gmina Police, en Pologne.
Le village de Trzebież se situe en Poméranie occidentale, en lande de Wkrzańska (pl), à 4 km de la Vieille ville de Police.

## Histoire
Jusqu'en 1945, le village de Trestin fait partie de l'arrondissement de Randow (de) puis de l'arrondissement d'Ueckermünde dans le district de Stettin de la province de Poméranie.

## Nature
- Lande de Wkrzańska (pl)

## Monument
- Monument Sacrifices Fascisme à Police érigé à Trzeszczyn

## Villes importantes proches
- Police (Pologne)
- Nowe Warpno
- Szczecin